# Гідра довгостебла
Гі́дра довгосте́бла (Hydra oligactis) — вид антомедуз з родини Гідріди.

## Таксономія
Вид описаний у праці Pallas, P. A. (1766). Elenchus zoophytorum sistens generum adumbrationes generaliores et specierum cognitarium succinctas descriptiones cum selectis auctorum synonymis. Fransiscum Varrentrapp, Hagae. pp. 451.
Синоніми:
- Hydra corala Elrod & Ricker, 1902
- Hydra dioecia Downing, 1905
- Hydra fusca Linnaeus, 1767
- Hydra monoecia Downing, 1900
- Hydra pallida Beardsley, 1904
- Hydra rhaetica Asper, 1879
- Hydra rhistica Asper, 1880
- Hydra roeselii Haacke, 1879
- Pelmatohydra oligactis (Pallas, 1766)

## Поширення та чисельність
Ареал виду поширений у північному помірному поясі — в Європі, на Далекому Сході, у Північній Америці, а також у частині Австралії.
В Україні поодинокі особини трапляються в басейнах Дніпра, Дунаю та Сіверського Дінця.

## Морфологічні ознаки
Гідра довгостебла — великий поліп. Довжина тіла — 4-12 мм. На верхівці тіла гідри розташований рот, оточений короною дуже довгих ниткоподібних щупалець, що в 2-5 разів перевищують довжину тіла. Щупальця гідри наділені жалкими клітинами.

## Особливості біології
Прісноводний вид. Місцем перебування є зарослі ставки та озера, переважно в літоралі. Зазвичай прикріплюється до стебел або нижньої сторони листя водних рослин, до поверхні занурених у воду гілок та каменів. При загрозі збирається в невеликий коричневий клубок, який важко помітити.
Гідра, в значній мірі, — осілий вид, але здатний рухатись за допомогою особливої частини тіла — базального диску, ковзаючи по поверхні, до якої гідра кріпиться. Гідра також може рухатися, приєднуючись до нового місця мешкання щупальцями та перекидаючи на нього тіло.
Харчується гідра дрібними водними безхребетними, які вона паралізує своїми жалкими клітинами, коли здобич торкається щупалець. За допомогою щупалець їжа потрапляє через рот всередину тіла гідри. Дуже рідко при відсутності їжі гідра може харчуватись органічними речовинами на поверхні субстрату, на якому мешкає.
Розмноження гідри зазвичай відбувається безстатевим способом, відомим як «брунькування». Брунька виникає на стику стебла й шлункової частини тіла гідри. Спочатку з'являється півсферичне випинання, яке потім подовжується, стає циліндричної форми, згодом на бруньці розвиваються щупальця, і врешті нова особина відщеплюється від батьківської гідри. Бруньки утворюються кожні два-три дні при сприятливих умовах. Після пошкодження або в період дефіциту їжі гідри іноді розмножуються поперечним і поздовжнім поділом. Також при несприятливих умовах гідри можуть розмножуватись статевим шляхом. Одна особина виробляє як чоловічі, так і жіночі статеві клітини, які виділяються у воду, де й відбувається запліднення. Яйце поступово перетворюється у вкриту крихітними волосками личинку, яка продовжує розвиватись у дорослу гідру. При несприятливих умовах личинка припиняє розвиток, оточуючи себе жорстким зовнішнім шаром.

## Заходи охорони
Причинами зміни чисельності виду є погіршення стану біотопів унаслідок господарської та гідротехнічної діяльності, евтрофікації водойм.
Вид занесений до Червоної книги Харківської області зі статусом «вразливий».